# Aníbal Gaviria
Aníbal Gaviria Correa (Medellín, 16 de enero de 1966) es un administrador y político colombiano. Fue alcalde de Medellín entre 2012 y 2015, y gobernador de Antioquia bajo dos mandatos: el primero, de 2004 y 2007; y el segundo desde 2020. Fue suspendido del cargo en marzo de 2021, pero regresó en septiembre del mismo año.
Pertenece al Partido Liberal Colombiano. En 2009, fue precandidato para participar en las elecciones presidenciales de 2010, pero fue derrotado por Rafael Pardo Rueda, quien en 2010 lo incluye en su campaña por la Presidencia de la República como candidato a la vicepresidencia.

## Biografía
Hijo del empresario, periodista y político Guillermo Gaviria Echeverri y de Adela Correa Uribe; hermano menor de Guillermo Gaviria Correa, destacado líder del Partido Liberal Colombiano quien, siendo gobernador del departamento de Antioquia, fue secuestrado por las FARC en 2002 y asesinado por dicha guerrilla un año después, durante su cautiverio. Está casado con Claudia Márquez Cadavid, con quien tiene cuatro hijos (Emiliana, Guillermo, Adela e Ismael).
Estudió Administración de Negocios en la Universidad EAFIT, de Medellín, obteniendo su título en 1988. Recientemente, adelantó estudios sobre diferentes temas en la Escuela de Extensión de la Universidad de Harvard, y ha participado como fellow en diferentes cursos de la John F. Kennedy School of Government de la misma institución.
Inicialmente, se dedicó al desempeño profesional en entidades como la Unión de Bananeros de Colombia, UNIBÁN, y la Cooperativa Lechera de Antioquia. En 1998 se vincula al diario El Mundo de propiedad de su familia, donde trabajó por cerca de 14 años ocupando los cargos de gerente y editor general.

### Carrera política
A raíz del secuestro y posterior asesinato, por parte de las FARC, de su hermano Guillermo cuando se desempeñaba como gobernador de Antioquia, Aníbal Gaviria es propuesto como candidato a la gobernación de dicho departamento y se presenta como precandidato por el Partido Liberal en la consulta popular de julio de 2003 en la que obtuvo cerca de 90 000 votos (67 % del total), derrotando a Jorge Honorio Arroyave.
En la elección para gobernador de octubre de 2003 resulta ganador con 513 000 votos, habiendo vencido por muy estrecho margen al candidato afín al uribismo Rubén Darío Quintero. Se posesionó como primer mandatario de los antioqueños el 1 de enero de 2004 y su mandato terminó el 31 de diciembre de 2007, siendo reconocido ese mismo año como el mejor gobernador de Colombia por el Proyecto Colombia Líder.. Tras terminar su mandato, Gaviria anunció su intención de postularse como candidato a la Presidencia de la República.
Fue así como el 30 de abril de 2009, inscribió su precandidatura por el Partido Liberal Colombiano a la Presidencia de la República para el periodo 2010-2014. Fue derrotado por Rafael Pardo Rueda, quien fue elegido como candidato oficial de ese partido para las elecciones presidenciales de 2010.
En el 2011 fue elegido alcalde de Medellín para el periodo 2012-2015 y en las elecciones de 2019 fue elegido nuevamente gobernador de Antioquia para el período 2020-2023.
El 5 de junio de 2020 la Fiscalía General de la Nación solicitó detención domiciliaria contra Aníbal Gaviria por irregularidades en contratación por obras hechas en la Troncal de la Paz durante su anterior mandato como Gobernador de Antioquia.